# Na želechovických pasekách
Přírodní památka Na želechovických pasekách je tvořena kamenitou, křovinatou a zčásti zalesněnou strání. Nalézá se na pravém údolním svahu potoka Vidovky asi 250 metrů východně od silnice z Želechovic-Obůrek do Provodova. Přírodní památka se nenachází na území přírodního parku Želechovické paseky, jak by název mohl naznačovat, ale na území sousedního přírodního parku Vizovické vrchy. 

## Předmět ochrany
PP byla vyhlášena na ochranu naleziště jaterníku podléšky (Hepatica nobilis), známého též jako jaterník trojlaločný na jediném místě výskytu v okrese Zlín.

## Flóra
Na území PP se vyskytují rostlinné druhy charakteristické pro světlé listnaté lesy. Ze vzácnějších druhů rostlin se zde vyskytuje prvosenka jarní (Primula veris), prvosenka vyšší (Primula elatior) a lilie zlatohlavá (Lilium martagon).

## Galerie

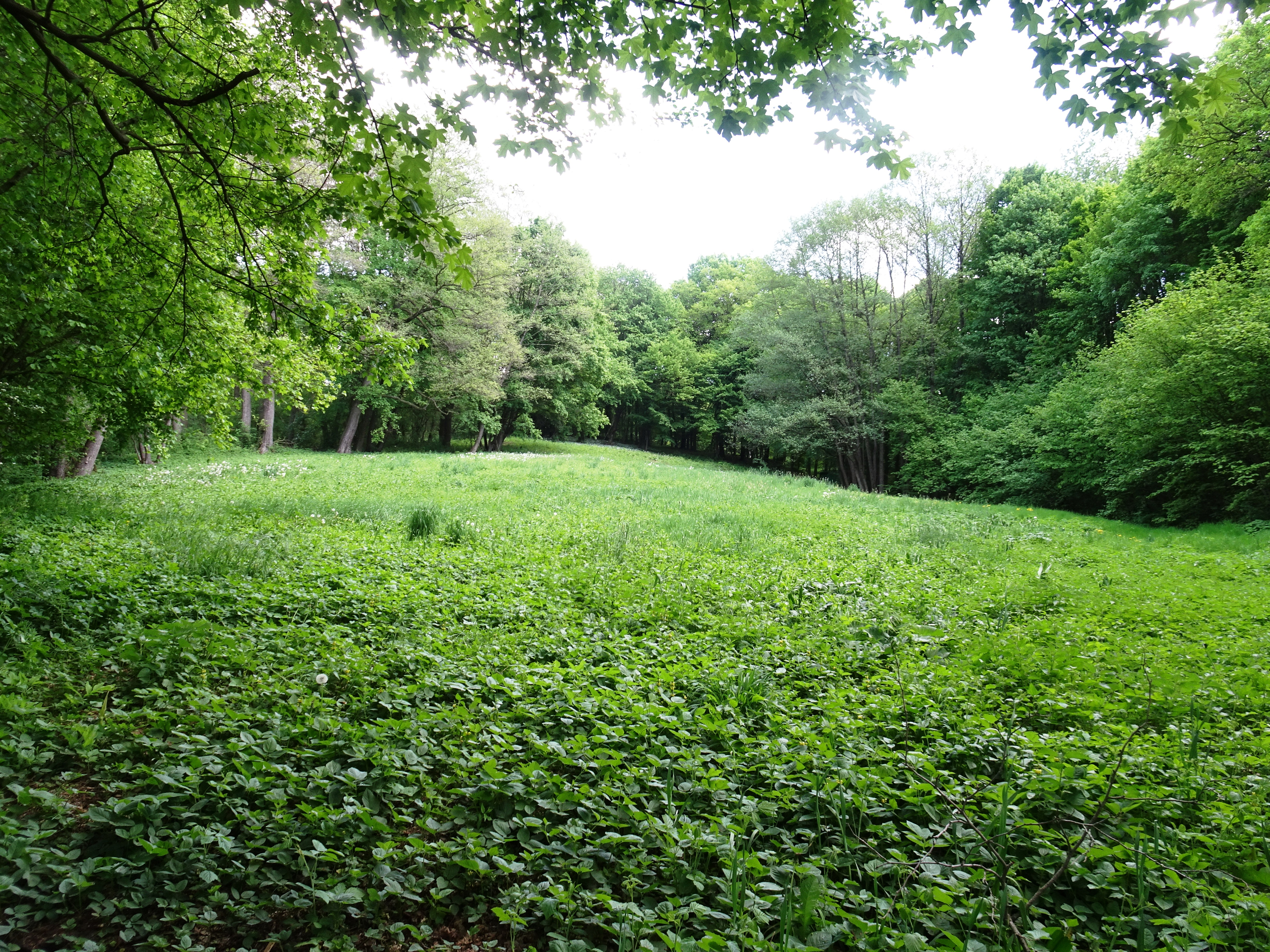
Louka
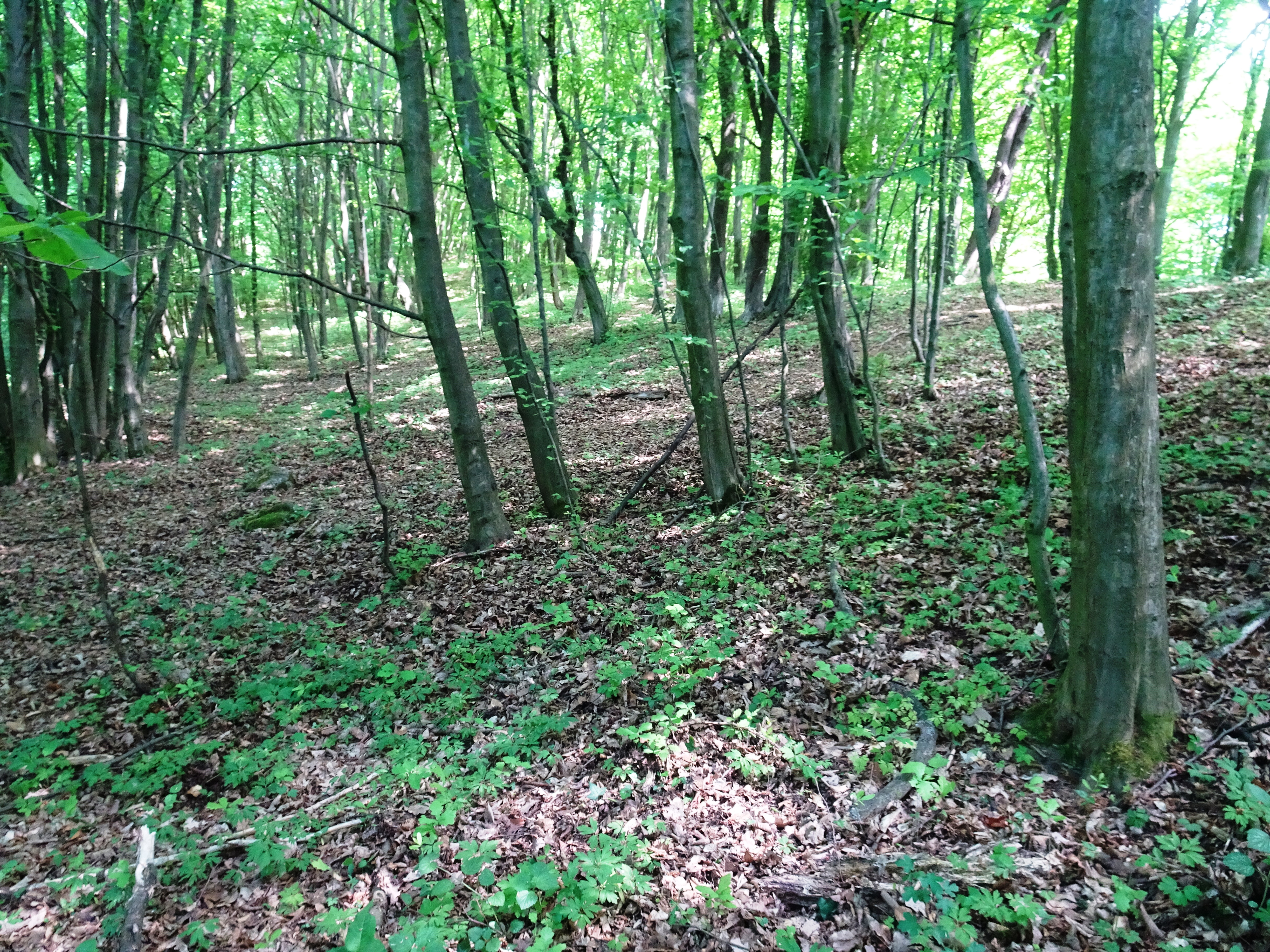
Les
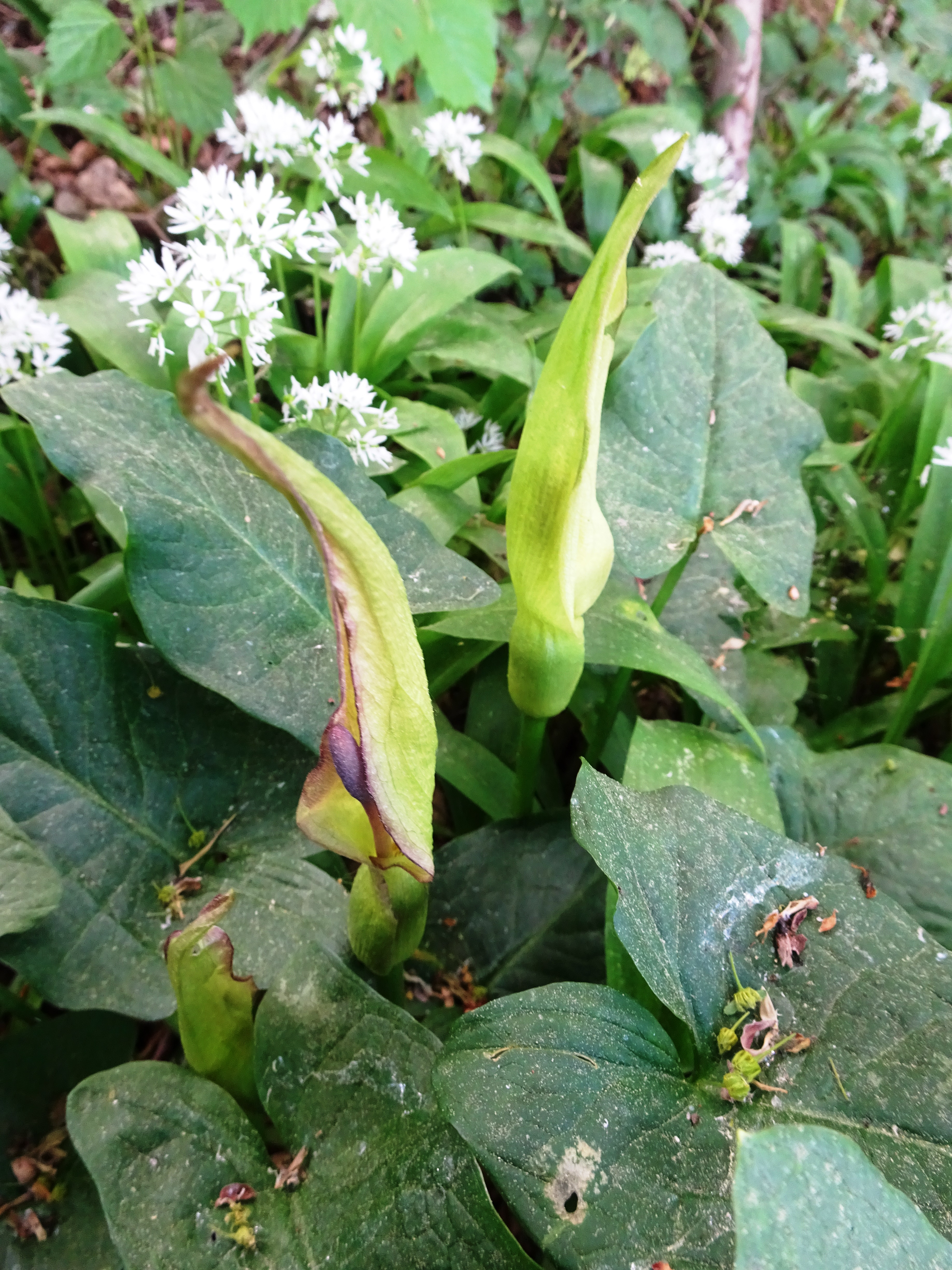
Áron plamatý a česnek medvědí
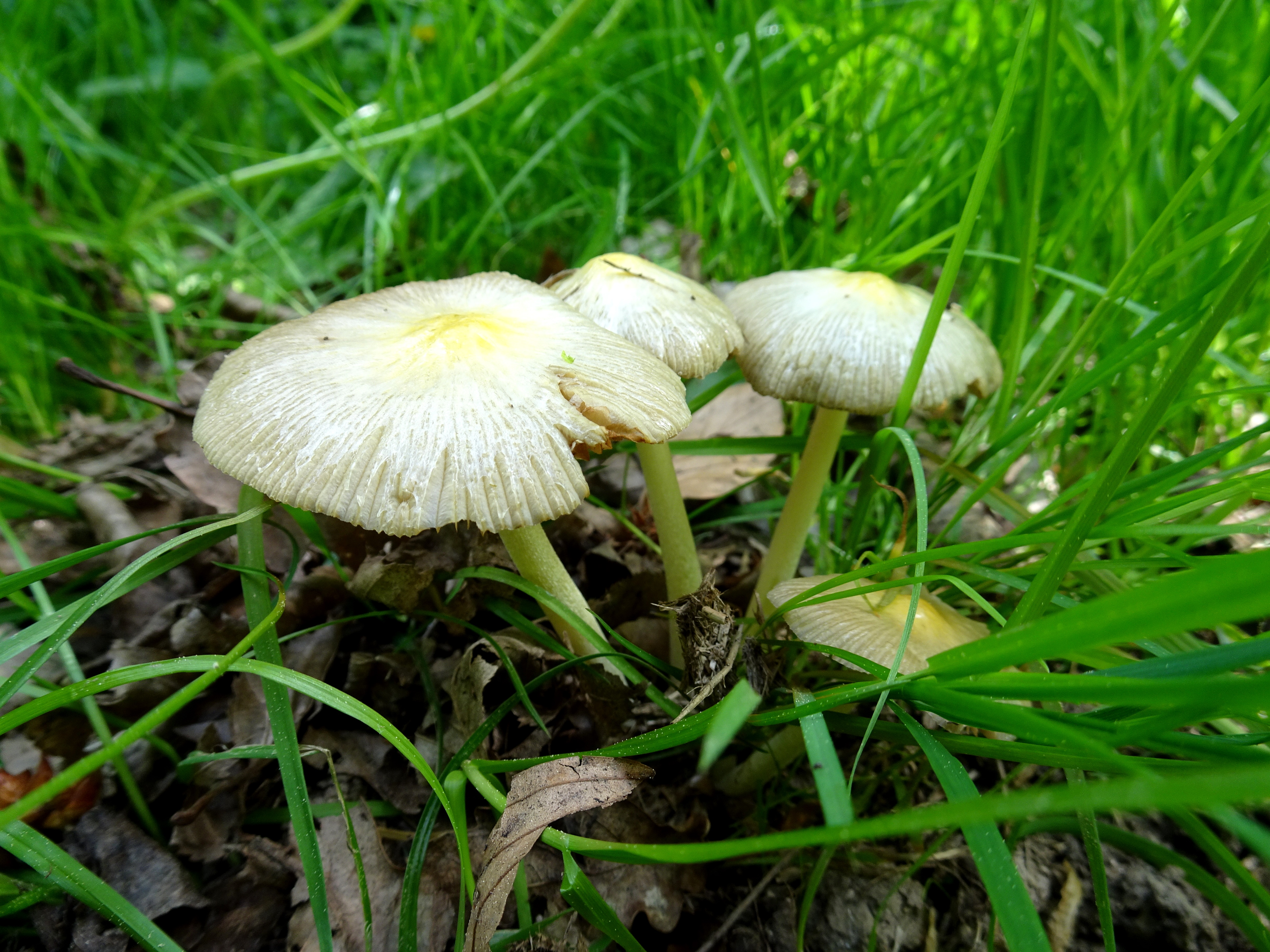
Slzečník žloutkový